# Pargalı Ibrahim Pacha
Ne doit pas être confondu avec Ibrahim Pacha.
Ibrahim Pacha (né le 22 juillet 1493, mort le 15 mars 1536), aussi connu sous le nom de Pargalı Ibrahim Pacha, est un grand vizir de l'Empire ottoman. Il atteint un niveau d'autorité et d'influence et devient ainsi une menace pour son ami d'enfance, le sultan Soliman le Magnifique, qui l'exécute en 1536 au palais de Topkapı.

## Biographie
Né dans une famille pauvre de confession orthodoxe de Parga d'où son nom, il est recruté dans le cadre du devchirmé. Durant son enfance, il se lie d'amitié avec Soliman le Magnifique, alors encore prince de l'Empire ottoman ; ce dernier le fait fauconnier royal puis le promeut premier officier de la chambre royale.
Ibrahim Pacha devient grand vizir le 27 juin 1523 succédant ainsi au vieux Piri Mehmed Pacha ; cette nomination d'un dignitaire de second rang était une rupture avec la politique habituelle, le poste étant normalement attribué à un ancien vizir.
Soliman le nomme également Beylerbey de Roumélie lui offrant l'autorité sur tous les territoires européens de l'Empire de même que sur les troupes y étant stationnées en temps de guerre. Selon un chroniqueur du XVIIe siècle, Ibrahim a demandé à Soliman de ne pas le nommer à une position aussi haute craignant pour sa sécurité; ce à quoi Soliman répond que sous son règne, peu importe les circonstances, il ne serait pas exécuté.
En 1524 il est chargé par Soliman de rétablir l'ordre dans les provinces de Syrie et d'Égypte, qui connaissent alors de fréquentes révoltes contre l'autorité du sultan. Il s'acquitte de cette mission avec succès et renforce l'estime que lui porte le sultan. Il est rappelé en 1525 en raison d'une révolte des janissaires et de la reprise des hostilités avec la Hongrie.
Il prend des mesures efficaces pour restaurer l'ordre en Anatolie après une révolte en 1526-1527.
Cependant Ibrahim perd le soutien du sultan. Durant ses treize années en tant que grand vizir, sa promotion rapide et l'accumulation importante de ses richesses lui a attiré l'inimitié de nombreux courtisans. Soliman reçoit des rapports concernant l'insolence d'Ibrahim durant une campagne contre les Séfévides d'Iran, en particulier le fait qu'il ait adopté le titre de « sultan séraskier » était vu comme un affront envers Soliman.
Roxelane, épouse de Soliman le Magnifique, est souvent considérée comme ayant joué un rôle dans sa chute.

## Exécution
Le sort du grand vizir fut scellé à la suite d'une dispute avec le ministre des Finances ottoman Eskander Chalabi : le ministre des Finances, avant d'être exécuté, annonça à qui voulait l'entendre que Ibrahim Pacha montait un complot pour renverser le sultan. Roxelane vint soutenir l'accusation du ministre des Finances. Soliman en rage par la trahison de son ami d'enfance et submergé par l'idée de tuer ce dernier, écouta tout de même sa femme, et invita Pargali Ibrahim Pacha au palais de Topkapi. Arrivé là-bas, Pargali Ibrahim Pacha fut assassiné par les eunuques du harem ou les exécuteurs de la Sublime Porte. Son tombeau se situe à Kabataş, Istanbul.
Une fois sa colère apaisée, le sultan Soliman le Magnifique érigea une tombe pour son ami d'enfance.

## Cinéma
Dans la série turque Muhteşem Yüzyıl (« Le Siècle magnifique » en français), l'acteur turc Okan Yalabık (en) incarne Ibrahim Pacha. Il est montré comme un homme dont l'ambition sera déterminante de son destin. Il est aussi bon violoniste et amateur de sculptures gréco-romaines. Il est dur de caractère, notamment avec les ambassadeurs étrangers, et n'hésite point à mettre au tombeau ses opposants. Ibrahim Pacha sera mis à mort à l'épisode 83 (saison 3) .

## Galerie

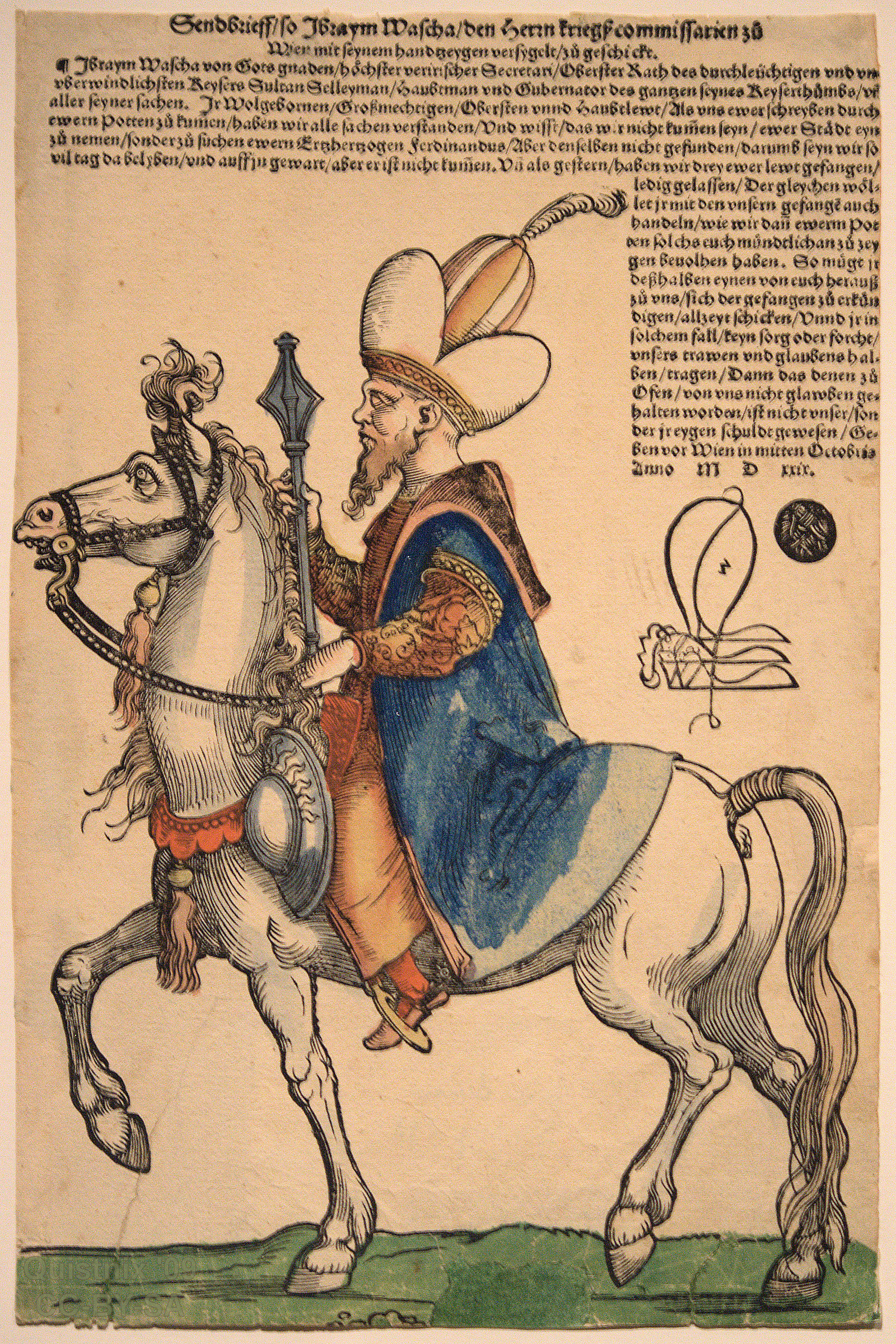
Ibrahim Pacha en parade, 1530.
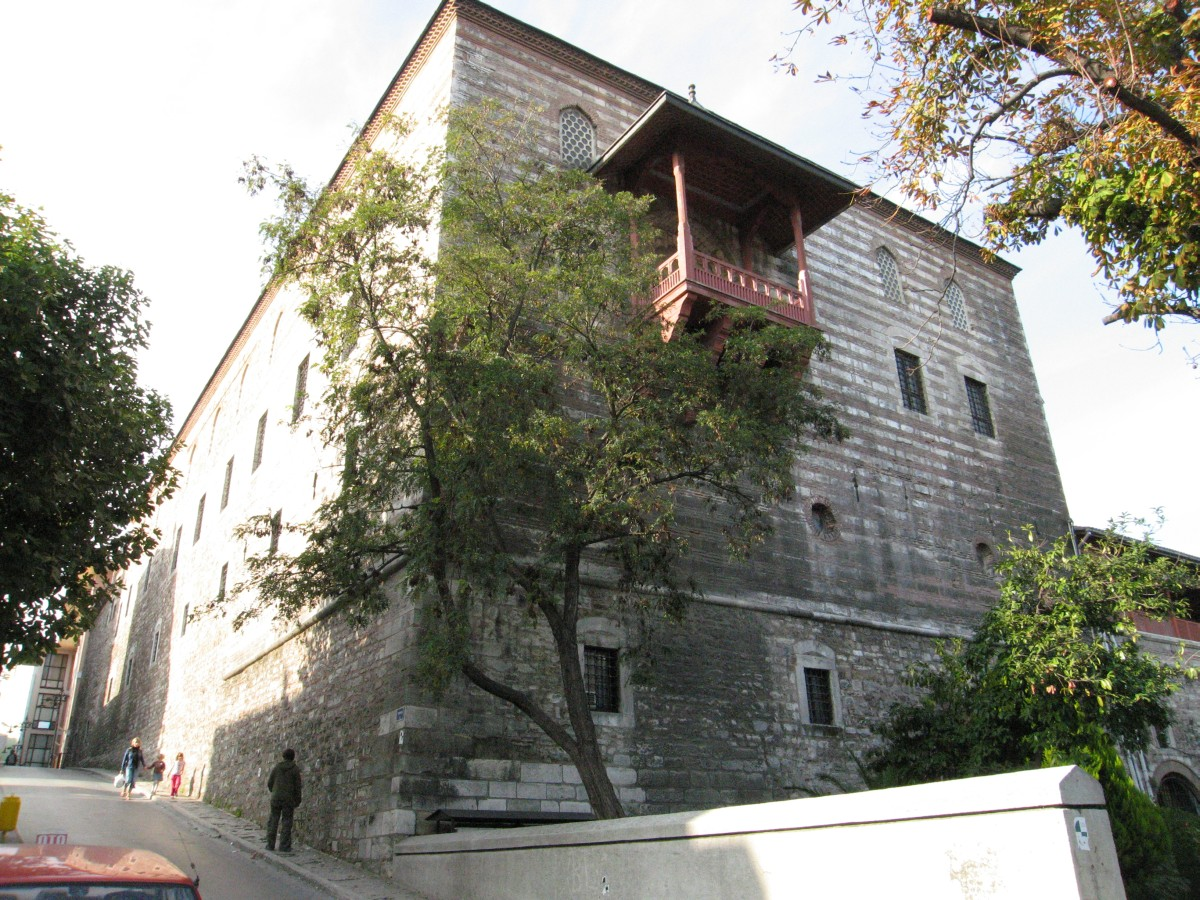
Brahim Pasa Sarayi (le palais d'Ibrahim Pacha) transformé en musée des Arts islamiques et turcs.
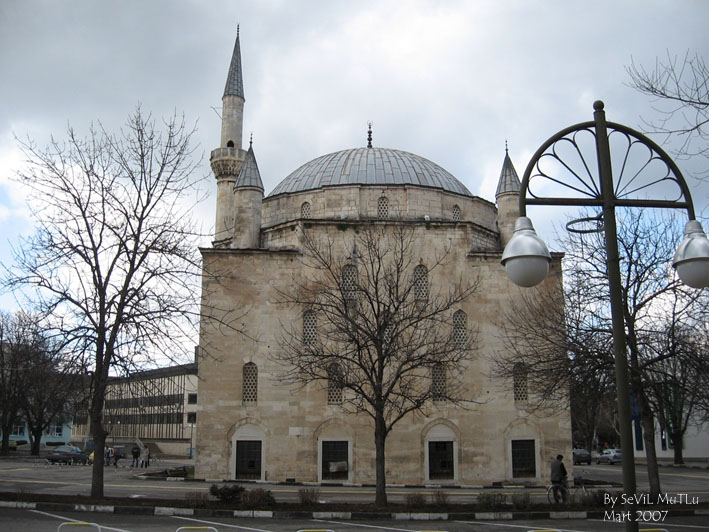
La mosquée d'Ibrahim Pacha à Razgrad, Bulgarie.